# Edifici GISA i FGC
L'edifici GISA i FGC és un conjunt de dos edificis que acullen les seus de Gestió d'Infraestructures (GISA) i de Ferrocarrils de la Generalitat de Catalunya (FGC). També inclou la biblioteca del Consell de l’Audiovisual de Catalunya (CAC), que forma part de la Xarxa de Biblioteques Especialitzades de la Generalitat de Catalunya (BEG). Està situat a la cruïlla de la Via Augusta amb els carrers dels Vergós i del Cardenal de Sentmenat, al barri de Sarrià de Barcelona, en el límit amb el barri de les Tres Torres.

## Història
L'edifici es construí entre el 2006 i el 2009 pels arquitectes Carles Ferraté i Lambarri i Núria Ayala, sobre el solar que integra el cobriment de la platja de vies i els tallers de FGC. Els treballadors de FGC van fer el trasllat a la nova seu el novembre del 2008 i els de GISA, el juny del 2009, amb un total de 400 treballadors. El 2012 GISA s'integra a Infraestructures de la Generalitat de Catalunya, juntament amb Regs de Catalunya (REGSA), Reg Sistema Segarra-Garrigues (REGSEGA) i posteriorment l'empresa Edificis i Equipaments de Catalunya (EECAT), mantenint la seva seu en aquest edifici.

## Descripció
Els dos edificis paral·lels envolten un gran espai que fa de pati interior, obert als carrers perimetrals. Les façanes es resolen tant funcionalment com estèticament, mitjançant uns mòduls d'alumini que componen buits i massissos, contribuint a donar un caràcter singular i emblemàtic a les dues institucions. Interiorment, les plantes són diàfanes orientades vers l'espai públic resultant entre ambdós edificis i despatxos als perímetres exteriors.